# Utricularia welwitschii
Utricularia welwitschii är en tätörtsväxtart som beskrevs av Daniel Oliver. Utricularia welwitschii ingår i släktet bläddror, och familjen tätörtsväxter. Inga underarter finns listade i Catalogue of Life.